# Danil Jurjewitsch Massurenko
Danil Jurjewitsch Massurenko (russisch Данил Юрьевич Массуренко; * 22. Mai 1999 in Rostow am Don) ist ein russischer Fußballspieler.

## Karriere
Massurenko begann seine Karriere beim FK Rostow. Im Januar 2015 wechselte er zum FK Zelina. Im Januar 2016 kam er in die Akademie von Master-Saturn Jegorjewsk. Im Januar 2018 wechselte er zum Zweitligisten FK Chimki. Im März 2018 debütierte er für Chimki gegen Schinnik Jaroslawl in der Perwenstwo FNL. Bis zum Ende der Saison 2017/18 kam er zu zwei Zweitligaeinsätzen. Ab der Saison 2018/19 spielte er primär für die in die dritte Liga aufgestiegene Zweitmannschaft Chimkis. In der Saison 2018/19 kam er zu zwei Zweitligaeinsätzen und zu 22 Einsätzen für Chimki-2 in der Perwenstwo PFL. In der Spielzeit 2019/20 absolvierte er zehn Drittligapartien, mit den Profis von Chimki stieg er zu Saisonende in die Premjer-Liga auf.